# Phils Island
Phils Island (englisch, spanisch Islote Phils) ist eine Insel im Palmer-Archipel vor der Westküste des antarktischen Grahamlands. Sie ist die südlichere zweier kleiner Inseln, die südlich der Guépratte-Insel im Discovery Sound liegen.
Wissenschaftler der britischen Discovery Investigations kartierten sie 1927. Ihre Benennung geht vermutlich auf Walfänger zurück, die in den Gewässern des Palmer-Archipels tätig waren. Der weitere Benennungshintergrund ist nicht überliefert.